# International Motor Sports Association
A International Motor Sports Association (IMSA) é uma das várias organizações automobilísticas dos Estados Unidos, com sede em Daytona Beach no estado da Flórida.
A organização foi criada por John Bishop da SCCA com a ajuda de Bill France, fundador da NASCAR, com o intuito de promover corridas em circuitos mistos no país, inicialmente focada em categorias de monopostos como Fórmula Vee e Fórmula Ford.
Em 1971 a organização criou a GT Championship focada em corridas de resistência, em 1999 a IMSA junto com Don Panoz criou a American Le Mans Series, em 2013 a IMSA se fundiu com a Grand-Am Road Racing que organizava a Rolex Sports Car Series, em 2014 foi criada a nova categoria unificada, a United SportsCar Championship.